# Hispanic Review
Hispanic Review es una revista científica periódica de revisión por pares publicada desde 1933 por la Universidad de Pensilvania, como continuación de la revista francesa Revue Hispanique, que dejó de publicarse ese año.
De periodicidad trimestral, está disponible en línea a través de Project MUSE y JSTOR. 
El redactor jefe  actual (2022) es Jorge Téllez de la Universidad de Pensilvania, el anterior redactor jefe  fue Ignacio Javier López, profesor de estudios hispánicos de la misma universidad. La editora administrativa es Linda Grabner.

## Directores anteriores
- Román de la Campa (2007-2018)
- Barbara Fuchs
- Ignacio Javier López (1997-2006 y 2019-2022)
- Russell P. Sebold (1968-1997)
- Michael Solomon

## Métricas de revista
2022
- Web of Science Group : No disponible
- Índice h de Google Scholar: 9
- Scopus: 0,077